# Riksdagsförvaltningen
Riksdagsförvaltningen är en av Sveriges riksdags myndigheter vars huvudsakliga uppgifter är att 
- biträda vid behandlingen av riksdagens ärenden,
- svara för de myndighetsfunktioner och förvaltningsuppgifter som anges i 14 kap. 2 § riksdagsordningen,
- informera om riksdagens arbete och frågor som rör Europeiska unionen,
- handlägga ärenden rörande riksdagens internationella kontakter,
- svara för säkerhet och för krishantering i riksdagen under fredstid samt
- tillhandahålla de resurser och tjänster som i övrigt behövs för kammarens, utskottens och de övriga riksdagsorgans verksamhet.

Riksdagsförvaltningen leds av riksdagsstyrelsen med talmannen som ordförande och tio ledamöter valda av riksdagen. Riksdagsdirektören, som lyder under styrelsen (i vars sammanträden denne också deltar i utan rösträtt), är chef över riksdagens förvaltning.
Riksdagens förvaltning sköttes i äldre tid av flera organ, bland andra Riksgäldskontoret (avdelningen riksdagens ekonomibyrå). 1966 inrättades dock Riksdagens förvaltningskontor, en föregångare till riksdagsförvaltningen.